# 72 Herculis
72 Herculis (w Herculis) é uma estrela na direção da Hercules. Possui uma ascensão reta de 17h 20m 39.47s e uma declinação de +32° 28′ 13.0″. Sua magnitude aparente é igual a 5.38. Considerando sua distância de 47 anos-luz em relação à Terra, sua magnitude absoluta é igual a 4.59. Pertence à classe espectral G0V.